# Montrose (Virginia)
Montrose ist ein zu Statistikzwecken definiertes Siedlungsgebiet (Census-designated place) im Henrico County im US-Bundesstaat Virginia. Das U.S. Census Bureau hat bei der Volkszählung 2020 eine Einwohnerzahl von 7.909 ermittelt.

## Demografie
Nach der Volkszählung im Jahr 2000 lebten im Statistikgebiet Montrose 7018 Menschen; es wurden 2924 Haushalte und 1850 Familien gezählt. Die Bevölkerungsdichte betrug 797 Einwohner pro km². Es wurden 3081 Wohneinheiten erfasst. Ethnisch betrachtet setzte sich die Bevölkerung zusammen aus 46,5 % weißer Bevölkerung, 50,0 % Afroamerikanern, 0,4 % amerikanischen Ureinwohnern, 1,0 % Asiaten und 0,9 % aus anderen ethnischen Gruppen; 1,3 % gaben die Abstammung von mehreren Ethnien an. 1,6 % der Einwohner waren spanischer oder lateinamerikanischer Abstammung.
Von den 2924 Haushalten hatten 34,3 % Kinder oder Jugendliche, die mit ihnen zusammen lebten. 33,9 % waren verheiratete, zusammenlebende Paare, 24,8 % waren allein erziehende Mütter und 36,7 % waren keine Familien. 29,9 % waren Singlehaushalte und in 9,1 % lebten Menschen im Alter von 65 Jahren oder darüber. Die durchschnittliche Haushaltsgröße betrug 2,40, die durchschnittliche Familiengröße 2,97 Personen.
Die Bevölkerung verteilte sich auf 27,4 % unter 18 Jahren, 10,3 % von 18 bis 24 Jahren, 32,9 % von 25 bis 44 Jahren, 19,6 % von 45 bis 64 Jahren und 9,7 % von 65 Jahren oder älter. Das durchschnittliche Alter (Median) betrug 33 Jahre. Auf 100 weibliche Personen kamen 82,9 männliche Personen und auf 100 erwachsene Frauen ab 18 Jahren kamen 75,8 Männer.
Das jährliche Durchschnittseinkommen eines Haushalts (Median) betrug 36.433 US-$, das Durchschnittseinkommen einer Familie 42.031 $. Männer hatten ein Durchschnittseinkommen von 30.903 $, Frauen 24.966 $. Das Pro-Kopf-Einkommen betrug 17.259 $. Unter der Armutsgrenze lebten 9,8 % der Familien und 11,9 % der Einwohner, darunter 18,0 % der Einwohner unter 18 Jahren und 10,6 % der Einwohner im Alter von 65 Jahren oder älter.